# Multinational Brigade Slovakia
Die Multinational Brigade Task Force Slovakia (MNB TF SVK) ist eine multinationale Brigade der NATO in der Slowakei. Ihr Hauptquartier befindet sich auf dem Truppenübungsplatz Lešť bei Pliešovce und die fliegende Komponente ist auf dem Militärflugplatz Malacky stationiert.
Der NATO-Kampfverband in der Slowakei war ab 2022 zunächst die Multinational Battlegroup Slovakia (MN BG SVK), die anfangs unter tschechischer Führung stand. Nachdem Spanien 2024 neue Rahmennation geworden war, begann die Vergrößerung hin zu einer Brigade.

## Geschichte
Die Ursprünge der „Multinationalen Brigade Slowakei“ reichen zurück bis unmittelbar nach dem Beginn des Russischen Überfalls auf die Ukraine im Februar 2022, auf dem unter anderem zunächst der Aufbau von vier weiteren NATO-Battlegroups beschlossen wurde, die in etwa die Größe eines Bataillons besaßen. Der Aufbaustab der zukünftigen Battle Group in der Slowakei unter der Leitung von Oberst Tomáš Unzeitig trat im April 2022 seinen Dienst an.
Die MN BG SVK wurde am 24. Juni 2022 im Rahmen der "enhanced Vigilance Activities" (eVA), oder auch "Enhanced Forward Presence" (EFP), der NATO an ihrem Standort in Lešť in der Mitte des Landes offiziell aufgestellt.
In den ersten beiden Jahren nach seiner Aufstellung stand die seinerzeitige eVA BG SVK bzw. MN BG SVK unter der Führung Tschechiens und die ersten weiteren Truppensteller neben Tschechien und der Slowakei waren Deutschland, Slowenien und die USA. Deutschland unterstützte die Truppe mit rotierenden Kräften verschiedener Truppengattungen des Heeres. Alle Truppen, sowohl die der Tschechischen Republik als seinerzeitiger „Framework Nation“ als auch die der weiteren truppenstellenden Länder, waren nicht dauerhaft, sondern in Übereinstimmung mit der NATO-Russland-Grundakte auf Rotationsbasis in der Slowakei stationiert.
In den Jahren 2022/2023 kamen im Rahmen einer Air Missile Defense Task Force Patriot-Flugabwehrraketen der Luftwaffe im östlicher gelegenen Sliač hinzu, die bereits im Frühjahr 2022, nur wenige Wochen nach dem Beginn des russischen Überfalls auf das ukrainische Kernland, einsatzbereit waren. Neben den Deutschen stellten auch die Niederlande Truppen und Patriots für diese Task Force bereit.
Die Führung der Battle Group Slovakia ging zum 1. Juli 2024 an Spanien über. Das spanische Kontingent wurde hierfür ab Anfang 2024 aufgebaut und ist unter anderem mit Leopard-2-Kampfpanzern und einigen Hubschraubern ausgerüstet. Hierzu gehört auch ein kollokiertes Führungselement des spanisch geführten Korps-Hauptquartiers, des NATO Rapid Deployable Corps – Spain (HQ NRDC-ESP) in Valencia.
Parallel zum Aufbau der spanischen Truppe wurde der Einsatz der Bundeswehr offiziell Ende Mai 2024 beendet; an Stelle der Bundeswehr verstärkt Portugal als neuer Truppensteller die Truppe, unter anderem ebenfalls mit Leopard 2 Kampfpanzern.
Analog der anderen NATO „Battle Groups“ begann unmittelbar nach der Übernahme der Führungsfunktion durch Spanien, inklusive ihrer temporären Unterstellung unter das HQ NRDC-ESP Mitte September 2024, der Aufwuchs zur Multinational Brigade Task Force Slovakia (MN BDE TF SVK). Den Kern der Truppe von 1200 Soldaten stellen mit 800 Mann die spanischen Landstreitkräfte. Weiterer anfänglicher Truppensteller waren neben Portugal und Tschechien Slowenien. Die in die Brigade zu integrierende Multinationale Battle Group Slovakia (MN BG SVK) erbrachte im Rahmen einer Übung im November 2024 ihren Zertifizierungsnachweis.
Anfang 2025 kam mit Rumänien ein weiterer Truppensteller hinzu. 
Parallel dazu unterstellte auch die Slowakei der Brigade eine weitere Einheit.
Im Frühsommer erreichte der Verband im Rahmen einer Übung mit 2000 Soldaten erstmals Brigadestärke.

## Aufgaben
Die Aufgabe der Multinationalen Brigade in der Slowakei ist die Führung der unterstellten Kräfte im Baltikum. Die Aufgaben umfassen die Koordination von Übungen und die Verbesserung des Situationsbewusstseins in der Region. Darüber hinaus ist eine ihrer wesentlichen Aufgaben die kollektive Bündnisverteidigung (BV) gemäß Artikel 5 des NATO-Vertrags.

## Organisation
Der MNB TF SVK sind zwei Bataillone unterstellt. Ihr Hauptstationierungsort ist Lešť am Rande des gleichnamigen Truppenübungsplatzes. Sie wird von einem spanischen Kommandeur geführt.
Dauerhaft unterstellte Großverbände
- Multinational Battlegroup Slovakia, seit 2024
- Abwechselnd auf Rotationsbasis ein spanisches Bataillon, seit 2024

Truppendienstlich sind die nationalen Verbände bzw. Angehörige der multinationalen Anteile ihren jeweiligen nationalen Streitkräften unterstellt.

## Kommandeure
| Nr. | Name                                  | Kommandeur von | Kommandeur bis |
| --- | ------------------------------------- | -------------- | -------------- |
| 1.  | Oberst Jesús Manuel Martínez Victoria | 1. Juli 2024   |                |